# Tyler Hoechlin
Tyler Lee Hoechlin (Corona, 11 settembre 1987) è un attore statunitense.
Principalmente conosciuto per i ruoli di Derek Hale nella serie Teen Wolf e Superman in Superman & Lois.

## Biografia
Hoechlin è nato a Corona, nel sud della California, da Lori e Don Hoechlin. Ha due fratelli, Tanner e Travis, ed una sorella maggiore Carrie. Ha completato gli studi presso la Corona High School nel 2006.

### Baseball
Ha cominciato a giocare a baseball all'età di sette anni e ha rappresentato il suo paese come membro della squadra americana ai Pan American Games quando aveva nove anni. Con il baseball ha vinto una borsa di studio per la Arizona State University. Dopo un anno all'Arizona State University, nel 2008, si è trasferito all'Università della California, Irvine. Per i UC Irvine Anteaters giocava in seconda base.
Hoechlin sperava in una carriera nel baseball professionistico, portandolo a rifiutare audizioni, incontri (tra cui un incontro con il regista Francis Ford Coppola) ed il ruolo di Emmett Cullen nella saga di Twilight. Durante il terzo anno di università riportò una lesione dei muscoli ischiocrurali che limitò la sua capacità di giocare. Su consiglio del coach, decise di dedicarsi completamente alla carriera nella recitazione.

### Recitazione
Inizia a recitare in varie pubblicità all'età di 8 anni, a 13 viene scelto tra 2000 partecipanti alle audizioni per il ruolo di Michael Sullivan Jr. in Era mio padre con Tom Hanks. Per la sua interpretazione viene candidato per diversi premi cinematografici e vince il Young Artist Award per la miglior performance in un film di un giovane attore protagonista ed il Saturn Award per il miglior attore emergente.

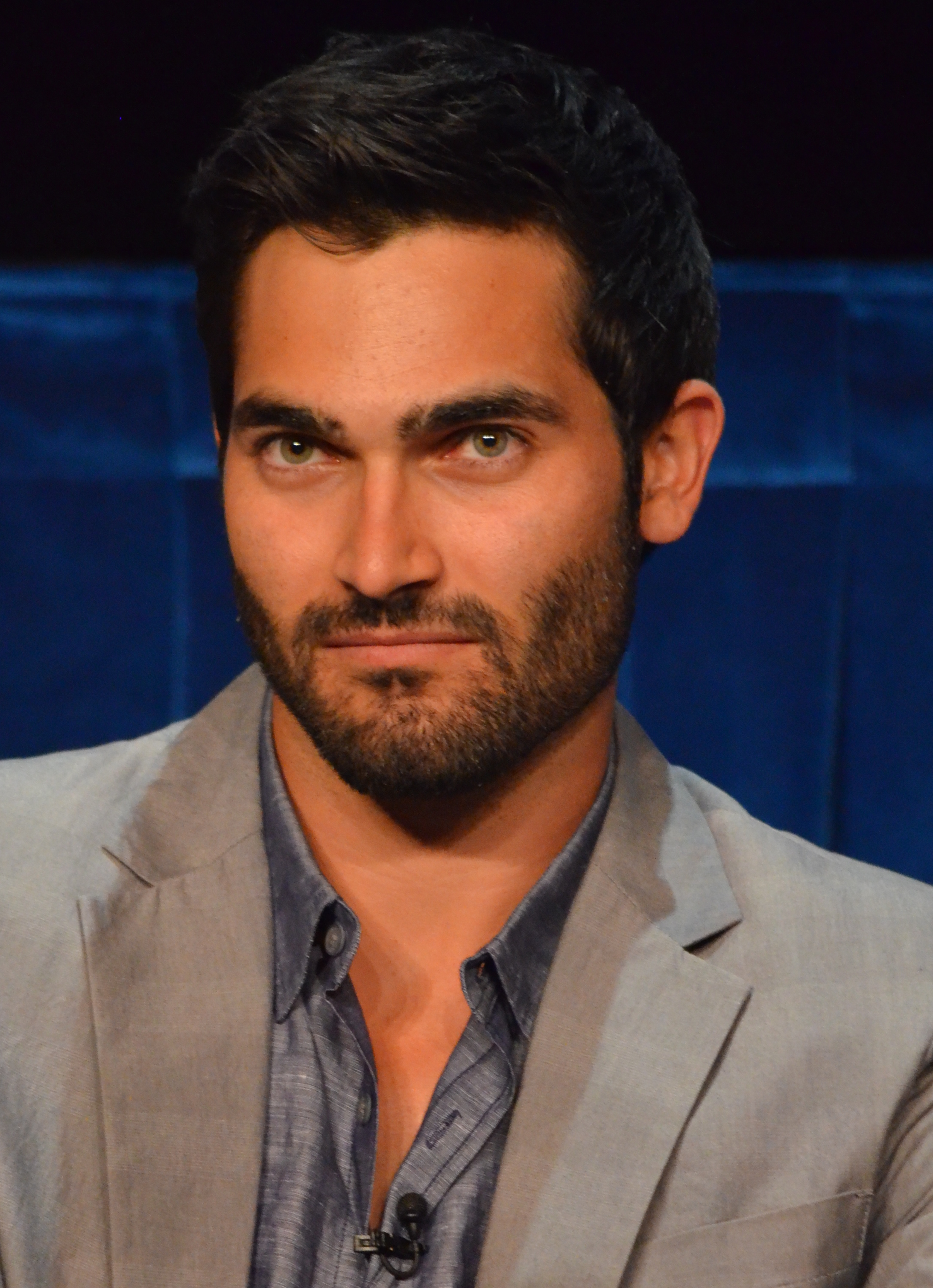
Tyler Hoechlin nel 2012

Grazie a questo ruolo, nel 2003 viene scelto per interpretare Martin Brewer nella serie televisiva Settimo cielo. Nel 2004 Tyler è stato nominato ai Teen Choice Awardss nella categoria star maschile rivelazione ed è poi stato confermato come personaggio regolare per altre 3 stagioni.
Dal 2011 Hoechlin inizia a dedicarsi a tempo pieno alla carriera da attore e come primo ruolo interpreta la parte del lupo mannaro Derek Hale nella serie televisiva Teen Wolf, trasmessa su MTV. L'attore non fa parte del cast per la 5ª stagione, ma torna nella seconda parte della 6ª nel 2017. Durante le prime stagioni della serie ha vissuto con i colleghi Dylan O'Brien e Tyler Posey ad Atlanta, Georgia. Durante la programmazione di Teen Wolf, Hoechlin ha vinto il premio al Choice TV Scene Stealer: Male ai Teen Choice Awards 2014.
Dopo aver lasciato il cast di Teen Wolf per dedicarsi ad altri progetti, Hoechlin prende parte al cast di Tutti vogliono qualcosa diretto da Richard Linklater. Nel film Hoechlin ha potuto attingere dalla sua passione ed esperienza nel baseball per interpretare il capitano della squadra Glen McReynolds. Viene distribuito nell'aprile 2016 ed è stato accolto in modo positivo dalla critica cinematografica. Lo stesso anno recita in Stratton - Forze speciali, insieme a Dominic Cooper.
Nel 2016 viene scelto per vestire i panni di Clark Kent/Superman per quattro episodi della seconda stagione della serie televisiva Supergirl. La sua interpretazione del supereroe è stata ben accolta dai fan e dalla critica, descritta come divertente ed originale; ai Saturn Awards 2017 viene candidato come miglior guest star in una serie televisiva. Nel 2018 è stato confermato che sarebbe tornato a vestire i panni di Superman per l'annuale crossover Arrowverse tra gli show: Flash, Arrow e Supergirl.
Sempre nel 2016 entra a far parte del cast di Cinquanta sfumature di nero nel ruolo di Bryce Fox, collega della protagonista Anastasia Steele. Le sue scene per questo film nel montaggio finale furono cancellate, ma appare nel sequel Cinquanta sfumature di rosso, uscito nel 2018. Nel 2018 esce anche il film Bigger, diretto da George Gallo, in cui interpreta Joe Weider, cofondatore dell'International Federation of BodyBuilders (IFBB). A settembre dello stesso anno viene presentato Alla fine ci sei tu al Woodstock Film Festival, in uscita nelle sale nel febbraio 2019. Inizialmente intitolato Departures, Hoechlin è stato confermato nel cast nel febbraio 2017 con Maisie Williams, Asa Butterfield e Nina Dobrev.
Nel 2019 ricopre il ruolo di Jack Harper nel film commedia romantica, Sai tenere un segreto?, accanto ad Alexandra Daddario e basato l'omonimo romanzo pubblicato da Sophie Kinsella, e nella serie TV fantascientifica Netflix, Another Life. Lo stesso anno recita nella commedia romantica acclamata dalla critica Palm Springs - Vivi come se non ci fosse un domani, che è stato presentato in anteprima al Sundance Film Festival, poi uscito a luglio 2020 sulla piattaforma Hulu.
Nell'ottobre 2019, è stato confermata la produzione della serie Superman & Lois, con Hoechlin e Bitsie Tulloch. La prima stagione è stata presentata il 23 febbraio 2021 ed è stata rinnovata per una terza stagione a marzo 2022.

## Filmografia

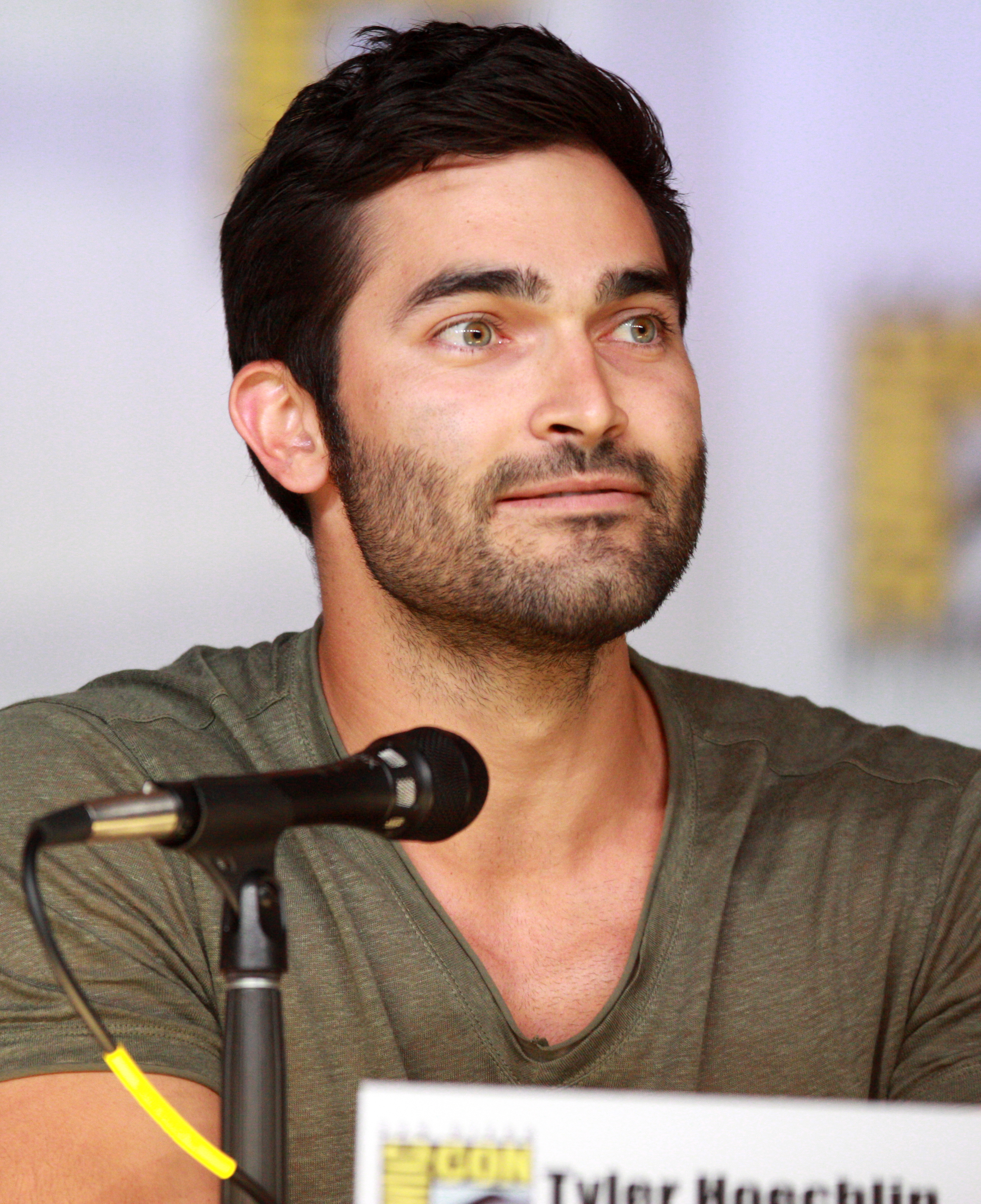
Tyler Hoechlin al San Diego Comic-Con International (2013)

### Cinema
- Family Tree, regia di Duane Clark (1999)
- Train Quest, regia di Jeffrey Porter (2001)
- Era mio padre (Road to Perdition), regia di Sam Mendes (2002)
- Solstice, regia di Daniel Myrick (2008)
- Open Gate, regia di Dan Jackson (2011)
- Libera uscita (Hall Pass), regia di Peter e Bobby Farrelly (2011)
- Melvin Smarty, regia di Victoria Raiser (2012)
- Tutti vogliono qualcosa (Everybody Wants Some), regia di Richard Linklater (2016)
- Scartato (Undrafted), regia di Joseph Mazzello (2016)
- Stratton - Forze speciali (Stratton), regia di Simon West (2017)
- Cinquanta sfumature di rosso (Fifty Shades Freed), regia di James Foley (2018)
- The Domestics, regia di Mike P. Nelson (2018)
- Bigger, regia di George Gallo (2018)
- Alla fine ci sei tu (Then Came You), regia di Peter Hutchings (2019)
- Sai tenere un segreto? (Can You Keep a Secret?), regia di Elise Duran (2019)
- Palm Springs - Vivi come se non ci fosse un domani (Palm Springs), regia di Max Barbakow (2020)
- Teen Wolf - Il film (Teen Wolf: The Movie), regia di Russell Mulcahy (2023)

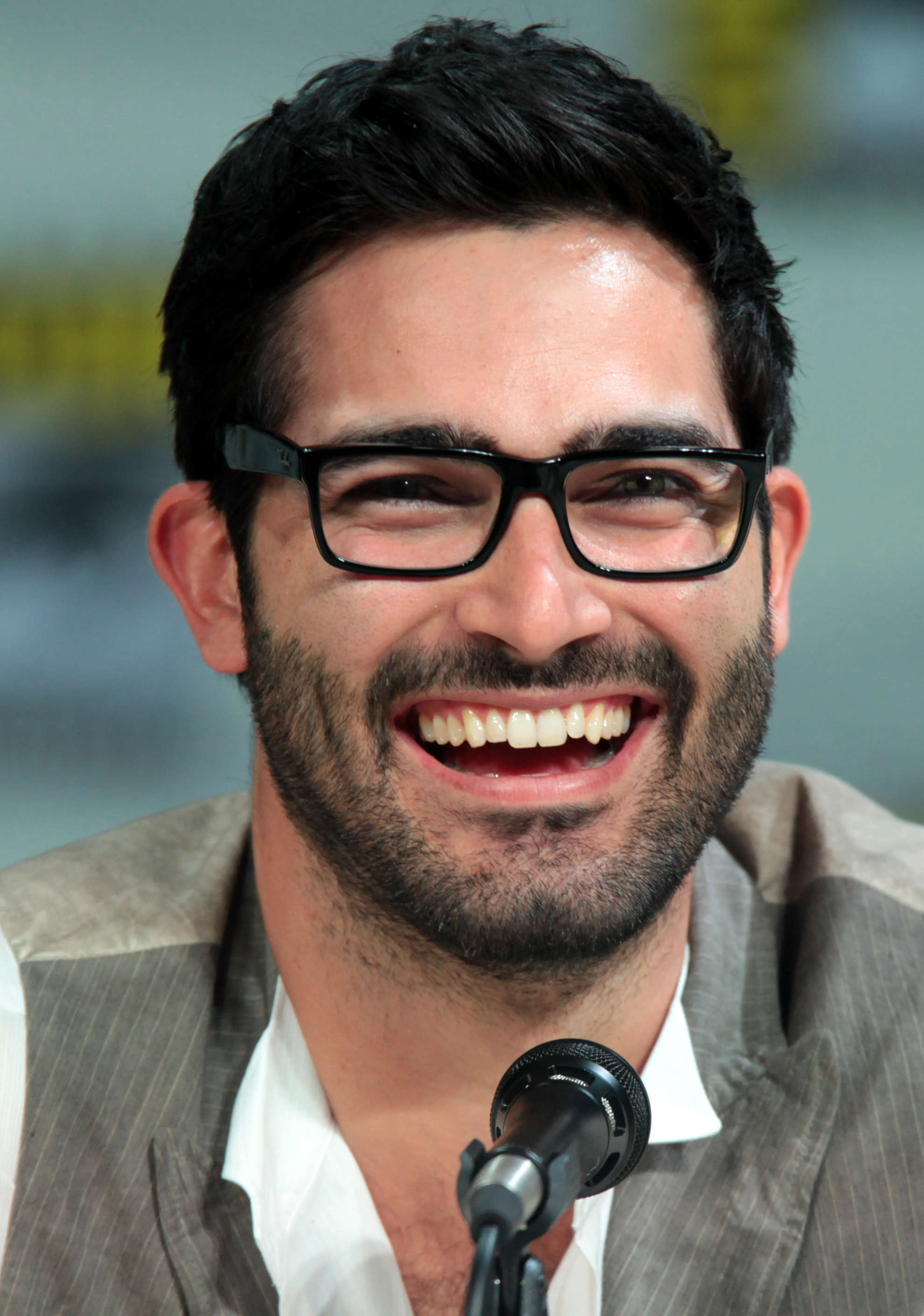
Tyler Hoechlin al San Diego Comic-Con International (2014)

### Televisione
- Settimo cielo (7th Heaven) – serie TV, 62 episodi (2003-2007)
- Grizzly Rage, regia di David DeCoteau – film TV (2007)
- CSI: Miami – serie TV, episodio 6x06 (2007)
- My Boys – serie TV, episodio 3x09 (2009)
- Castle – serie TV, episodio 2x04 (2009)
- Lincoln Heights - Ritorno a casa (Lincoln Heights) – serie TV, episodi 4x06-4x08 (2009)
- Teen Wolf – serie TV, 63 episodi (2011-2017)
- Supergirl – serie TV, 6 episodi (2016-2019)
- The Flash – serie TV, episodi 5x09-6x09 (2018-2019)
- Arrow – serie TV, episodi 7x09-8x08 (2018-2020)
- Another Life – serie TV, episodi 1x01-1x02-1x10 (2019)
- Batwoman – serie TV, episodio 1x09 (2019)
- Legends of Tomorrow – serie TV, episodio 5x01 (2020)
- Superman & Lois – serie TV, 53 episodi (2021-2024)

### Videogiochi
- Final Fantasy VII Remake (2020)
- Crisis Core: Final Fantasy VII Reunion (2022)

## Riconoscimenti
- Critics' Choice Awards
  - 2003 - Candidatura per il miglior giovane interprete per Era mio padre
- Critics' Choice Super Awards
  - 2022 - Candidatura come miglior attore in una serie di supereroi per Superman & Lois[35]
- Saturn Award
  - 2003 - Miglior attore emergente per Era mio padre[36]
  - 2017 - Candidatura per la miglior guest star in una serie televisiva per Supergirl[37]
  - 2022 - Candidatura per il miglior attore in una serie televisiva (streaming) per Superman & Lois[38]
- Teen Choice Awards
  - 2004 - Candidatura al Choice Breakout TV Star – Male per Settimo cielo
  - 2005 - Candidatura al Choice TV Actor: Drama per Settimo cielo
  - 2014 - Choice TV: Male Scene Stealer per Teen Wolf[39]
- Young Artist Award
  - 2003 - Miglior performance in un film - Giovane attore protagonista per Era mio padre[40]
  - 2005 - Candidatura per la miglior performance in una serie televisiva (commedia o drammatica) - giovane attore protagonista per Settimo cielo[41]
- Young Hollywood Awards
  - 2013 - Miglior cast per Teen Wolf (con Tyler Posey, Dylan O'Brien e Holland Roden)[42]

## Doppiatori italiani
Nelle versioni in italiano delle opere in cui ha recitato, Tyler Hoechlin è stato doppiato da:
- Massimiliano Manfredi in Supergirl, The Flash, Arrow, Batwoman, Legends of Tomorrow
- Marco Vivio in Castle, The Domestics, Sai tenere un segreto?
- Gianfranco Miranda in Teen Wolf, Superman & Lois, Teen Wolf - Il film
- Andrea Mete in Libera uscita, Palm Springs - Vivi come se non ci fosse un domani
- Flavio Aquilone in Era mio padre
- Andrea Lavagnino in Tutti vogliono qualcosa
- Lorenzo Scattorin in Alla fine ci sei tu
- Simone Crisari in Settimo cielo
- Marco Baroni in CSI: Miami
- Nanni Baldini in Solstice
- Alessandro Budroni in Stratton - Forze speciali
- Riccardo Scarafoni in Another Life